# Cobitis
Cobitis is een geslacht van straalvinnige vissen uit de familie van modderkruipers (Cobitidae). Het geslacht is voor het eerst wetenschappelijk beschreven in 1758 door Linnaeus.

## Soorten
Het geslacht kent de volgende soorten:
- Cobitis albicoloris
- Cobitis arachthosensis
- Cobitis bilineata
- Cobitis bilseli
- Cobitis biwae
- Cobitis calderoni
- Cobitis choii
- Cobitis conspersa – koza wenecka
- Cobitis dalmatina
- Cobitis dolichorhynchus
- Cobitis elazigensis
- Cobitis elongata – koza bałkańska
- Cobitis elongatoides – koza dunajska
- Cobitis fahirae
- Cobitis granoei
- Cobitis hangkugensis
- Cobitis hellenica
- Cobitis illyrica
- Cobitis kellei
- Cobitis kurui
- Cobitis laoensis
- Cobitis laterimaculata
- Cobitis lebedevi
- Cobitis levantina
- Cobitis linea
- Cobitis lutheri
- Cobitis macrostigma
- Cobitis maroccana
- Cobitis matsubarai
- Cobitis megaspila
- Cobitis melanoleuca
- Cobitis meridionalis
- Cobitis misgurnoides
- Cobitis narentana
- Cobitis ohridana
- Cobitis pacifica
- Cobitis paludica
- Cobitis pontica
- Cobitis puncticulata
- Cobitis punctilineata
- Cobitis rhodopensis
- Cobitis rossomeridionalis
- Cobitis satunini
- Cobitis shikokuensis
- Cobitis simplicispina
- Cobitis sinensis
- Cobitis splendens
- Cobitis stephanidisi
- Cobitis striata
- Cobitis strumicae
- Cobitis taenia – Kleine modderkruiper
- Cobitis takatsuensis
- Cobitis tanaitica
- Cobitis tetralineata
- Cobitis trichonica
- Cobitis turcica
- Cobitis vardarensis
- Cobitis vettonica
- Cobitis zanandreai